# Kvemo Okona
Kvemo Okona (en georgiano: ქვემო ოქონა) o Dallag Tsyglat (en osetio: Дæллаг Цъигълат) es una aldea que pertenece a la parcialmente reconocida República de Osetia del Sur, parte del distrito de Znaur, aunque de iure pertenece al municipio de Tighvi de la región de Iberia Interior de Georgia.

## Geografía
Kvemo Okona se encuentra a orillas del río Froni medio, a 5 kilómetros de Kornisi.  

## Historia
La aldea estuvo incluida en el distrito de Znaur hasta 1991. Desde entonces pasó a estar incluido en el municipio de Kareli y posteriormente, en el municipio de Tighvi, aunque Georgia tras la guerra ruso-georgiana de agosto de 2008. 

## Demografía
La evolución demográfica de Kvemo Okona entre 1916 y 2015 fue la siguiente:
| 193                                                      | 251 | 261 | 254 | 273 | 77 |
| (Fuente: Population of South Ossetia since Soviet times) |     |     |     |     |    |

Según el censo soviético de 1959, la mayoría de la población local eran georgianos. En los distintos censos, la composición étnica de la aldea era la siguiente:
|              | 1916      | 1916       | 1989      | 1989       |
| Grupo étnico | Población | Porcentaje | Población | Porcentaje |
| ------------ | --------- | ---------- | --------- | ---------- |
| Georgianos   | 193       | 100%       | 199       | 68%        |
| Osetios      | 0         | 0%         | 74        | 32%        |
| Total        | 193       | 100%       | 273       | 100%       |

## Economía
En la época soviética, la aldea contaba con dos granjas ganaderas, destruidas durante la guerra de Osetia del Sur. Los principales cultivos son ciruelas, manzanas, peras, membrillos, nueces, ciruelas cereza y uvas.